# ДС-П1-М
ДС-П1-М («Тюльпан») — серия советских спутников-мишеней. Использовались в качестве мишени при испытаниях истребителей спутников. Практически единственный «бронированный» спутник. Относится к семейству советских космических аппаратов Днепропетровский спутник (ДС), создаваемых ОКБ-586 (впоследствии КБ «Южное») в городе Днепропетровске Украинской ССР.

## Аппарат
Космический аппарат был выполнен из двух правильных усеченных шестигранных пирамид, соединённых между собой.
Спутник мог фиксировать активные поражающие элементы, выпущенные КА-перехватчиком и движущиеся со скоростью 1,2-2,1 км/с относительно мишени. Телеметрическая аппаратура передавала эту информацию на Землю.
Для защиты космического аппарата от поражения активными элементами герметичный корпус оснащался стальным защитным покрытием. Эта защита позволяла сохранять работоспособность космического аппарата при проведении трех выстрелов КА-перехватчика.

## Эксплуатация
Первый спутник серии ДС-П1-М — Космос-394 был запущен 09 февраля 1971 с помощью РН Космос-3М 11К65М. 25 февраля 1971 перехвачен и разрушен спутником Космос-397.